# 부산 대원사 독성탱
부산 대원사 독성탱(釜山 大願寺 獨聖탱)는 부산광역시 부산진구 대원사에 있는 조선시대의 불화이다. 2005년 3월 3일 부산광역시의 문화재자료 제31호로 지정되었다.

## 개요
대원사 독성탱은 두 폭의 비단을 이어 붙임 비단 바탕에 먹과 채색안료를 사용하여 그려진 불화로, 산수를 배경으로 화면 중앙에 향 우측으로 앉아 있는 독성(獨聖, 나반존자)을 묘사하고 있다.
본 작품은 안면묘사, 장삼과 가사착의 등 조선후기(19세기) 고승 영정(影幀)과 거의 유사한 표현기법을 지니고 있으며, 배경에 보사된 기암(奇巖)과 폭포, 노송(老松), 화조(花鳥)등은 마치 한폭의 민화를 연상케 하는 등 조선후기 불화 및 산수화와 민화의 양식적 특징들이 함께 등장하고 있다는 점이 특기할 만하다.
또한 화기에 기술된 증명비구(證明比丘)인 경담당 서관(鏡潭堂 瑞寬 1824~1904)은 조선 고종때의 승려오 장성 백양사(白羊寺)에서 승려가 된 자이며, 계율을 엄중히 지킨 스님으로 알려져 있다.
대원사 독성탱은 다소의 결손과 공간감이 떨어지는 불균형적인 균형을 가진점, 제작년대가 그리 오래되지 않은 점은 있으나, 조선후기 불화로서 상당히 화격이 높은 작품으로 평가되는 문화재이다.

## 참고 자료
- 대원사 독성탱 - 국가유산청 국가유산포털